# Abnoba

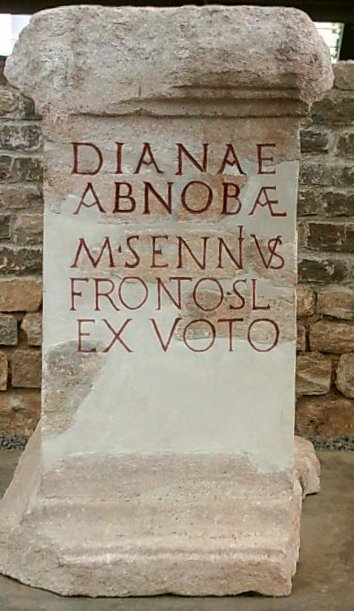
Altaar voor Diana Abnoba in Badenweiler.

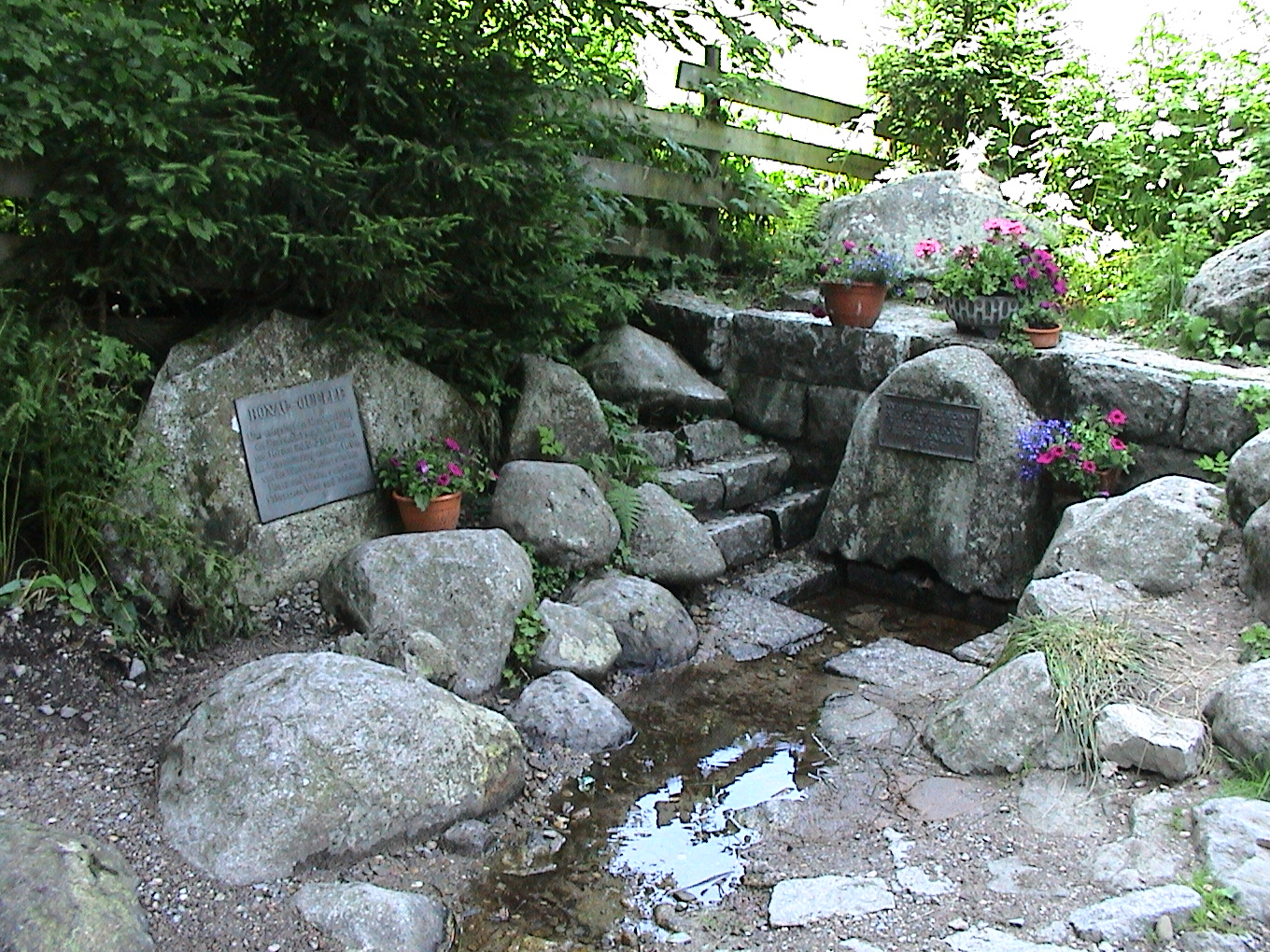
Bron van de Breg.

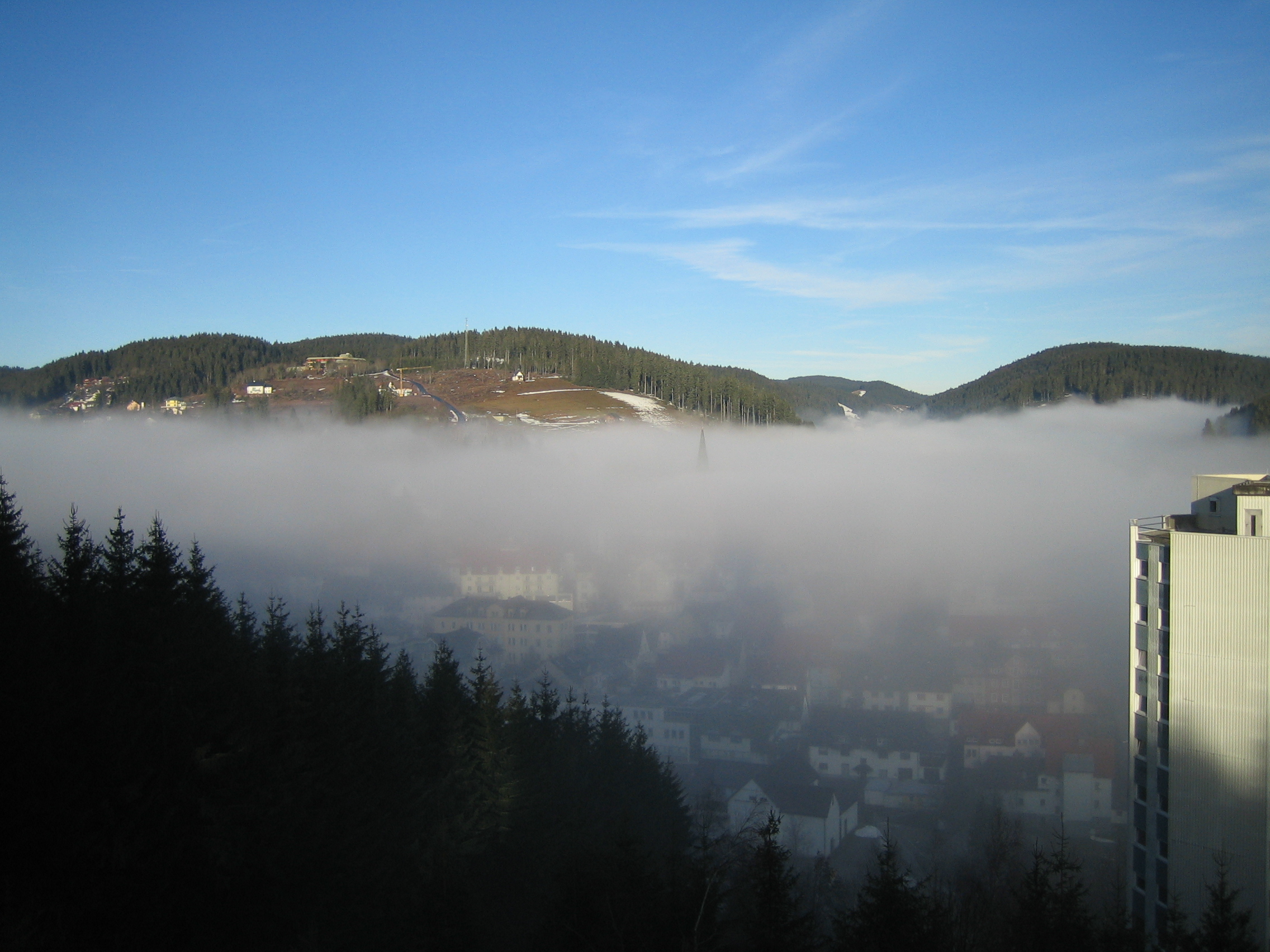
Furtwangen in de mist.

Abnoba is in de Keltische mythologie een godin, die vooral in het Zwarte Woud en omgeving werd vereerd. Ze werd wel als een woud- of riviergodin beschouwd en is bekend van een negental epigrafische inscripties.
Op een altaar bij de Romeinse baden in Badenweiler, en een ander in Mühlenbach (Zwarte Woud) wordt zij, geheel volgens de Interpretatio Romana, gelijkgesteld aan Diana, (Romeinse godin van de jacht).
Volgens geschiedschrijver Tacitus, in zijn Germania, was Abnoba ook de naam van een berg, waar op een grashelling de bron van de Donau ontspringt. Ptolemaeus' Geografie (2.10) vermeldt de berg eveneens als bron van de Donau. De omgeving daar heet volgens Ptolemeaus de Abnobaia ora (nominatief niet door hem gebruikt), gelatiniseerd tot Abnobaei montes.
Plinius de Oudere geeft ook enkele verklaringen nopens Abnoba (Naturalis Historia, 4.79). Hij zegt daar dat zij ontspringt tegenover de stad Rauricum in Gallië en van daar voorbij de Alpen stroomt (wat inhoudt dat de rivier haar oorsprong in de Alpen zou hebben, hetgeen echter niet klopt). Als Rauricum overeenkomt met de Romeinse vestiging Augusta Raurica (hedendaagse Augst in het Zwitsers canton Basel-Landschaft), dan verwart Plinius blijkbaar de Rijn en zijn bijrivieren met de Donau.
De Donau ontstaat als twee kleine stroompjes die uit het Zwarte Woud komen: de Breg en de Brigach, allebei Keltische namen. De langste komt het best in aanmerking: de Breg (waarmee eveneens een Keltische godin wordt aangeduid).
De Abnobaei montes zouden in dat geval de Baarheuvels aan de voet van de Schwabische Alpen nabij Furtwangen im Schwarzwald zijn.

## Etymologie
De twee belangrijkste etimolische afleidingen verdelen het woord in hetzij Ab-noba of Abn-oba. Het kan dus worden opgevat als zijnde afgeleid van het Proto-Keltische *Ab[o]-nōb-ā. Proto-Keltisch *-nōb- is op zijn beurt afgeleid van Proto-Indo-Europees *nebh-. Een betekenis is 'natheid'. Het eerste segment zou van *ab-, 'water', komens zoals in Oudiers ab, van *aba, 'vloeien'. Een interpretatie zou dan 'rivier-natheid' zijn.
Anderzijds lijkt het ietwat overbodig om een rivier nat te noemen. Reduntantie komt wel vaker voor bij rivieren, maar dan meestal wanneer de naam in een andere taal is omgezet. De geografie van de Breg laat een andere interpretatie vermoeden. De wortel *nebh-, kan 'nat' betekenen, maar wordt veel vaker met de betekenis van 'nevel', 'wolk', 'mist', gebruikt. In dat geval zou Abnoba 'mistige stroom' betekenen.
De andere segmentering steunt vooral op het type Keltische namen met "Avon", zoals Abona, een Gallische rivier. Dit *ab- is hetzelfde als dat hierboven vermeld, maar de -n- lijkt dan connotaties van een rivierdemon toe te voegen. In dat geval blijft een verklaring voor -oba achterwege.
Mogelijk hadden de twee verschillende Abnobas ook een eigen woordafleiding en hebben de volken die ze gebruikten, beide namen met elkaar verward.
Abnoba · 
Ancamna ·
Andarta ·
Andraste ·
Anu ·
Artio · 
Arduinna · 
Arvernorix · 
Aufaniae · 
Ategnissa · 
Aveta · 
Badb ·
Banba ·
Belenos ·
Belisama · 
Bormo · 
Branwen ·
Breg ·
Bres ·
Breogán ·
Brigantia · 
Bussurigios · 
Cailleach ·
Camulos ·
Caturix · 
Cernunnos ·
Cicollos · 
Cissonius · 
Cú Chulainn ·
Dagda ·
Danu ·
Domnu ·
Epona ·
Ériu ·
Esus ·
Fand ·
Fódla ·
Gontia · 
Grannus · 
Gwendolyn ·
Herecura · 
Icovellauna · 
Intarabis · 
Inciona ·
Iouga ·
Lí Ban ·
Litavis · 
Llŷr ·
Loucetius · 
Lugh ·
Lugos · 
Luxovius ·
Macha ·
Marrigu ·
Matres ·
Mogons · 
Mogontia · 
Morrigan ·
Nemain ·
Nemetona · 
Ogma ·
Ogmios · 
Poeninus · 
Ritona · 
Rhenus · 
Rosmerta · 
Seela ·
Sequana ·
Sídhe ·
Suleviae ·
Taranis · 
Toutiorix · 
Teutanus · 
Teutates ·
Tuatha Dé Danann ·
Vassocaletis · 
Vellaunus ·
Vosegus · 
Xulsigiae